# Светско првенство у кошарци 2014.
Светско првенство у кошарци 2014. је било 17. светско кошаркашко првенство које се одржало између 30. августа и 14. септембра 2014. у Шпанији. Сједињене Америчке Државе су освојиле златну медаљу, Србија је освојила сребрну медаљу, док је Француска освојила бронзану медаљу. Амерички репрезентативац Кајри Ирвинг је проглашен за најбољег играча првенства.

## Дворане
| Пиринејско полуострво                 | Пиринејско полуострво                 | Мадрид                                             | Барселона                                             | Гранада                                            |
| ------------------------------------- | ------------------------------------- | -------------------------------------------------- | ----------------------------------------------------- | -------------------------------------------------- |
| МадридБарселонаБаракалдоСевиљаГранада | МадридБарселонаБаракалдоСевиљаГранада | Палата спортова Покрајине Мадрид Капацитет: 15.500 | Дворана Сант Ђорди Капацитет: 16.500                  | Општинска палата спортова Гранада Капацитет: 7.500 |
| МадридБарселонаБаракалдоСевиљаГранада | МадридБарселонаБаракалдоСевиљаГранада |                                                    |                                                       |                                                    |
| МадридБарселонаБаракалдоСевиљаГранада | МадридБарселонаБаракалдоСевиљаГранада | Баракалдо                                          | Севиља                                                | Лас Палмас                                         |
| МадридБарселонаБаракалдоСевиљаГранада | МадридБарселонаБаракалдоСевиљаГранада | Арена Бискаја Капацитет: 15.414                    | Општинска палата спортова Сан Пабло Капацитет: 10.200 | Арена Гран Канарија Капацитет: 11.500              |
| Канарска острва                       |                                       |                                                    |                                                       |                                                    |
|                                       | Лас Палмас                            |                                                    |                                                       |                                                    |

## Квалификације
Шпанија се директно квалификовала као домаћин, а директан пласман су обезбедиле и САД освојивши златну медаљу на Олимпијским играма 2012. у Лондону.
Већина осталих тимова је обезбедила учешће преко континенталних квалификационих турнира (три из Африке, три из Азије, два из Океаније, четири из Америке и шест из Европе). Бразил, Финска, Грчка и Турска су добиле ФИБА-ине вајлд кард позивнице.

### Репрезентације које су се квалификовале
На Светском првенству 2014. је укупно учествовало 24 земље а то су:
| Домаћин - Шпанија Олимпијски првак - Сједињене Државе Америка - Мексико - Порторико - Аргентина - Доминиканска Република | Африка - Ангола - Египат - Сенегал Азија - Иран - Филипини - Јужна Кореја Океанија - Аустралија - Нови Зеланд | Европа - Француска - Литванија - Хрватска - Словенија - Украјина - Србија Вајлд кард - Финска - Грчка - Турска - Бразил |

## Жреб
Жреб је одржан 3. фебруара 2014. у Барселони. Тимови су жребом подељени у четири групе од по шест тимова у свакој. Поред правила да тимови који су у истом шеширу не могу да буду у истој групи, одређена су и следећа ограничења приликом жреба:
- САД и Шпанија као две најбоље пласиране репрезентације на Фибиној ранг листи не могу да се састану пре финала. Шпанија је као домаћин смештена у групу А тако да се репрезентација САД могла наћи само у групи Ц или Д.
- Финска није могла да се нађе у групи у којој је носилац европска репрезентација.
- Аустралија није могла да се нађе у истој групи у којој је Нови Зеланд и могла је да буде сврстана у једну од две групе у којој је носилац европска екипа.

| Шешир 1                               | Шешир 2                            | Шешир 3                                      | Шешир 4                                  | Шешир 5                                               | Шешир 6                                 |
| ------------------------------------- | ---------------------------------- | -------------------------------------------- | ---------------------------------------- | ----------------------------------------------------- | --------------------------------------- |
| Аргентина · Литванија · Шпанија · САД | Ангола · Египат · Сенегал · Финска | Иран · Јужна Кореја · Филипини · Нови Зеланд | Хрватска · Србија · Словенија · Украјина | Бразил · Доминиканска Република · Мексико · Порторико | Аустралија · Француска · Грчка · Турска |

## Групна фаза
| Група А                                               | Група Б                                                       | Група Ц                                                                 | Група Д                                                              |
| ----------------------------------------------------- | ------------------------------------------------------------- | ----------------------------------------------------------------------- | -------------------------------------------------------------------- |
| Шпанија · Србија · Француска · Бразил · Египат · Иран | Филипини · Сенегал · Порторико · Аргентина · Грчка · Хрватска | Доминиканска Република · Турска · САД · Финска · Нови Зеланд · Украјина | Литванија · Ангола · Јужна Кореја · Словенија · Мексико · Аустралија |

### Група А (Гранада)
| 30. август 2014. 15:30 | Извештај | Египат                                                         | 64 : 85 | Србија                              | Општинска палата спортова Гранада, Гранада Гледаоци: 3.000 Судије: Хорхе Васкез , Русту Нуран , Михаел Вејланд |  |
| 30. август 2014. 15:30 | Извештај | Четвртине: 13–21, 18–22, 12–25, 21–17                          |         |                                     | Општинска палата спортова Гранада, Гранада Гледаоци: 3.000 Судије: Хорхе Васкез , Русту Нуран , Михаел Вејланд |  |
| 30. август 2014. 15:30 | Извештај | Поени: Ел Гамал 12 Скокови: Елмекави 5 Асистенције: Ел Сабаг 5 |         | Теодосић 15 Бирчевић 9 три играча 4 | Општинска палата спортова Гранада, Гранада Гледаоци: 3.000 Судије: Хорхе Васкез , Русту Нуран , Михаел Вејланд |  |

| 30. август 2014. 18:00 | Извештај | Француска                                             | 63 : 65 | Бразил                       | Општинска палата спортова Гранада,Гранада Гледаоци: 4.200 Судије: Христос Христодолу , Ентони Дивејн Џордан , Вауган Мејбери |  |
| 30. август 2014. 18:00 | Извештај | Четвртине: 18–11, 8–17, 15–18, 22–19                  |         |                              | Општинска палата спортова Гранада,Гранада Гледаоци: 4.200 Судије: Христос Христодолу , Ентони Дивејн Џордан , Вауган Мејбери |  |
| 30. август 2014. 18:00 | Извештај | Поени: Дијао 15 Скокови: Дијао 6 Асистенције: Дијао 5 |         | Уертас 16 Варежао 9 Уертас 5 | Општинска палата спортова Гранада,Гранада Гледаоци: 4.200 Судије: Христос Христодолу , Ентони Дивејн Џордан , Вауган Мејбери |  |

| 30. август 2014. 22:00 | Извештај | Иран                                                      | 60 : 90 | Шпанија                         | Општинска палата спортова Гранада,Гранада Гледаоци: 7.000 Судије: Герино Черебуч , Јуџи Хирахара , Борис Рижик |  |
| 30. август 2014. 22:00 | Извештај | Четвртине: 18–27, 15–21, 17–22, 10–20                     |         |                                 | Општинска палата спортова Гранада,Гранада Гледаоци: 7.000 Судије: Герино Черебуч , Јуџи Хирахара , Борис Рижик |  |
| 30. август 2014. 22:00 | Извештај | Поени: Камрани 18 Скокови: Хадади 15 Асистенције: Никах 4 |         | П. Гасол 33 М. Гасол 10 Рубио 5 | Општинска палата спортова Гранада,Гранада Гледаоци: 7.000 Судије: Герино Черебуч , Јуџи Хирахара , Борис Рижик |  |

| 31. август 2014. 15:30 | Извештај | Србија                                                         | 73 : 74 | Француска                 | Општинска палата спортова Гранада,Гранада Гледаоци: 7.070 Судије: Герино Черебуч , Борис Рижик , Хорхе Васкез |  |
| 31. август 2014. 15:30 | Извештај | Четвртине: 21–20, 21–14, 20–26, 11–14                          |         |                           | Општинска палата спортова Гранада,Гранада Гледаоци: 7.070 Судије: Герино Черебуч , Борис Рижик , Хорхе Васкез |  |
| 31. август 2014. 15:30 | Извештај | Поени: Радуљица 21 Скокови: Радуљица 7 Асистенције: Теодосић 5 |         | Ловерњ 19 Батим 6 Ертел 6 | Општинска палата спортова Гранада,Гранада Гледаоци: 7.070 Судије: Герино Черебуч , Борис Рижик , Хорхе Васкез |  |

| 31. август 2014. 18:00 | Извештај | Бразил                                                              | 79 : 50 | Иран                                | Општинска палата спортова Гранада,Гранада Гледаоци: 7.070 Судије: Михаел Вејланд , Олег Латишев , Русту Нуран |  |
| 31. август 2014. 18:00 | Извештај | Четвртине: 17–18, 23–6, 21–12, 18–14                                |         |                                     | Општинска палата спортова Гранада,Гранада Гледаоци: 7.070 Судије: Михаел Вејланд , Олег Латишев , Русту Нуран |  |
| 31. август 2014. 18:00 | Извештај | Поени: Гарсија 12 Скокови: Варежао, Сплитер 6 Асистенције: Уертас 6 |         | Јамшиди 13 Хадади 7 Афаг, Јамшиди 2 | Општинска палата спортова Гранада,Гранада Гледаоци: 7.070 Судије: Михаел Вејланд , Олег Латишев , Русту Нуран |  |

| 31. август 2014. 22:00 | Извештај | Шпанија                                               | 91 : 54 | Египат                           | Општинска палата спортова Гранада, Гранада Гледаоци: 7.691 Судије: Ентони Дивејн Џордан , Христос Христодолу , Вауган Мејбери |  |
| 31. август 2014. 22:00 | Извештај | Четвртине: 26–10, 16–14, 22–13, 27–17                 |         |                                  | Општинска палата спортова Гранада, Гранада Гледаоци: 7.691 Судије: Ентони Дивејн Џордан , Христос Христодолу , Вауган Мејбери |  |
| 31. август 2014. 22:00 | Извештај | Поени: Ибака 18 Скокови: Ибака 8 Асистенције: Рубио 7 |         | Ел Гамал 16 Ибрахим 7 Ел Гамал 3 | Општинска палата спортова Гранада, Гранада Гледаоци: 7.691 Судије: Ентони Дивејн Џордан , Христос Христодолу , Вауган Мејбери |  |

| 1. септембар 2014. 15:30 | Извештај | Иран                                                            | 70 : 83 | Србија                           | Општинска палата спортова Гранада,Гранада Гледаоци: 6.597 Судије: Христос Христодолу , Вауган Мејбери , Русту Нуран |  |
| 1. септембар 2014. 15:30 | Извештај | Четвртине: 18–21, 20–21, 13–25, 19–16                           |         |                                  | Општинска палата спортова Гранада,Гранада Гледаоци: 6.597 Судије: Христос Христодолу , Вауган Мејбери , Русту Нуран |  |
| 1. септембар 2014. 15:30 | Извештај | Поени: Хадади 29 Скокови: Хадади 5 Асистенције: Никах Бахрами 7 |         | Бјелица 18 Бјелица 10 Теодосић 9 | Општинска палата спортова Гранада,Гранада Гледаоци: 6.597 Судије: Христос Христодолу , Вауган Мејбери , Русту Нуран |  |

| 1. септембар 2014. 18:00 | Извештај | Француска                                               | 94 : 55 | Египат                            | Општинска палата спортова Гранада,Гранада Гледаоци: 6.597 Судије: Михаел Вејланд , Јуџи Хирахара , Олег Латишев |  |
| 1. септембар 2014. 18:00 | Извештај | Четвртине: 23–15, 26–11, 19–10, 26–19                   |         |                                   | Општинска палата спортова Гранада,Гранада Гледаоци: 6.597 Судије: Михаел Вејланд , Јуџи Хирахара , Олег Латишев |  |
| 1. септембар 2014. 18:00 | Извештај | Поени: Ловерњ 12 Скокови: Ловерњ 7 Асистенције: Ертел 8 |         | Ел Гамал 12 Ел Гамал 4 Ел Гамал 3 | Општинска палата спортова Гранада,Гранада Гледаоци: 6.597 Судије: Михаел Вејланд , Јуџи Хирахара , Олег Латишев |  |

| 1. септембар 2014. 22:00 | Извештај | Бразил                                                                    | 63 : 82 | Шпанија                        | Општинска палата спортова Гранада,Гранада Гледаоци: 8.810 Судије: Хорхе Васкез , Ентони Дивејн Џордан , Борис Рижик |  |
| 1. септембар 2014. 22:00 | Извештај | Четвртине: 14–30, 18–15, 15–21, 16–16                                     |         |                                | Општинска палата спортова Гранада,Гранада Гледаоци: 8.810 Судије: Хорхе Васкез , Ентони Дивејн Џордан , Борис Рижик |  |
| 1. септембар 2014. 22:00 | Извештај | Поени: Барбоса 11 Скокови: Нене, Вијеира 5 Асистенције: Барбоса, Тејлор 2 |         | П. Гасол 26 П. Гасол 9 Рубио 6 | Општинска палата спортова Гранада,Гранада Гледаоци: 8.810 Судије: Хорхе Васкез , Ентони Дивејн Џордан , Борис Рижик |  |

| 3. септембар 2014. 15:30 | Извештај | Египат                                                            | 73 : 88 | Иран                       | Општинска палата спортова Гранада,Гранада Гледаоци: 4.122 Судије: Ентони Дивејн Џордан , Јуџи Хирахара , Борис Рижик |  |
| 3. септембар 2014. 15:30 | Извештај | Четвртине: 15–27, 26–21, 15–16, 17–24                             |         |                            | Општинска палата спортова Гранада,Гранада Гледаоци: 4.122 Судије: Ентони Дивејн Џордан , Јуџи Хирахара , Борис Рижик |  |
| 3. септембар 2014. 15:30 | Извештај | Поени: Шуша 15 Скокови: Камал 5 Асистенције: Ел Гамал, Ел Сабаг 3 |         | Никах 24 Хадади 15 Никах 6 | Општинска палата спортова Гранада,Гранада Гледаоци: 4.122 Судије: Ентони Дивејн Џордан , Јуџи Хирахара , Борис Рижик |  |

| 3. септембар 2014. 18:00 | Извештај | Србија                                                                  | 73 : 81 | Бразил                         | Општинска палата спортова Гранада,Гранада Гледаоци: 4.122 Судије: Христос Христодолу , Вауган Мејбери , Михаел Вејланд |  |
| 3. септембар 2014. 18:00 | Извештај | Четвртине: 16–23, 16–25, 32–12, 9–21                                    |         |                                | Општинска палата спортова Гранада,Гранада Гледаоци: 4.122 Судије: Христос Христодолу , Вауган Мејбери , Михаел Вејланд |  |
| 3. септембар 2014. 18:00 | Извештај | Поени: Теодосић 14 Скокови: Бјелица, Радуљица 5 Асистенције: Теодосић 5 |         | Вијеира 21 Варежао 9 Сплитер 6 | Општинска палата спортова Гранада,Гранада Гледаоци: 4.122 Судије: Христос Христодолу , Вауган Мејбери , Михаел Вејланд |  |

| 3. септембар 2014. 22:00 | Извештај | Шпанија                                                  | 88 : 64 | Француска                            | Општинска палата спортова Гранада,Гранада Гледаоци: 8.849 Судије: Герино Черебуч , Олег Латишев , Хорхе Васкез |  |
| 3. септембар 2014. 22:00 | Извештај | Четвртине: 22:19, 22:15, 21:16, 23:14                    |         |                                      | Општинска палата спортова Гранада,Гранада Гледаоци: 8.849 Судије: Герино Черебуч , Олег Латишев , Хорхе Васкез |  |
| 3. септембар 2014. 22:00 | Извештај | Поени: М. Гасол 17 Скокови: Ибака 8 Асистенције: Рубио 5 |         | Батим,А. Дио 11 Ф. Пјетрус 8 Дијао 3 | Општинска палата спортова Гранада,Гранада Гледаоци: 8.849 Судије: Герино Черебуч , Олег Латишев , Хорхе Васкез |  |

| 4. септембар 2014. 22:00 | Извештај | Србија                                                                   | 73 : 89 | Шпанија                        | Општинска палата спортова Гранада,Гранада Гледаоци: 8.599 Судије: Ентони Дивејн Џордан , Русту Нуран , Хорхе Васкез |  |
| 4. септембар 2014. 22:00 | Извештај | Четвртине: 20:34, 15:20, 21:17, 17:18                                    |         |                                | Општинска палата спортова Гранада,Гранада Гледаоци: 8.599 Судије: Ентони Дивејн Џордан , Русту Нуран , Хорхе Васкез |  |
| 4. септембар 2014. 22:00 | Извештај | Поени: Н. Бјелица 19 Скокови: Н. Бјелица 10 Асистенције: Б. Богдановић 4 |         | П. Гасол 20 М. Гасол 8 Рубио 6 | Општинска палата спортова Гранада,Гранада Гледаоци: 8.599 Судије: Ентони Дивејн Џордан , Русту Нуран , Хорхе Васкез |  |

| 4. септембар 2014. 18:00 | Извештај | Иран                                                               | 76 : 81 | Француска                              | Општинска палата спортова Гранада,Гранада Гледаоци: 6.928 Судије: Михаел Вејланд , Јуџи Хирахара , Вауган Мејбери |  |
| 4. септембар 2014. 18:00 | Извештај | Четвртине: 23:13, 10:24, 16:26, 27:18                              |         |                                        | Општинска палата спортова Гранада,Гранада Гледаоци: 6.928 Судије: Михаел Вејланд , Јуџи Хирахара , Вауган Мејбери |  |
| 4. септембар 2014. 18:00 | Извештај | Поени: С. Никах 23 Скокови: Х. Хадади 15 Асистенције: М. Камрани 5 |         | Т. Ертел 15 три играча по 5 Т. Ертел 4 | Општинска палата спортова Гранада,Гранада Гледаоци: 6.928 Судије: Михаел Вејланд , Јуџи Хирахара , Вауган Мејбери |  |

| 4. септембар 2014. 15:30 | Извештај | Бразил                                                             | 128 : 65 | Египат                                               | Општинска палата спортова Гранада,Гранада Гледаоци: 6.928 Судије: Герино Черебуч , Олег Латишев , Борис Рижик |  |
| 4. септембар 2014. 15:30 | Извештај | Четвртине: 37:10, 30:13, 24:25, 37:17                              |          |                                                      | Општинска палата спортова Гранада,Гранада Гледаоци: 6.928 Судије: Герино Черебуч , Олег Латишев , Борис Рижик |  |
| 4. септембар 2014. 15:30 | Извештај | Поени: Л. Барбоса 22 Скокови: А. Варежао 10 Асистенције: Р. Нето 9 |          | И. Ел Гамал 16 А. Генди, М. Елмекави 5 И. Ел Гамал 5 | Општинска палата спортова Гранада,Гранада Гледаоци: 6.928 Судије: Герино Черебуч , Олег Латишев , Борис Рижик |  |

| Табела групе А | ИГ | Д | И | П+  | П-  | Разл. | Бод. |
| -------------- | -- | - | - | --- | --- | ----- | ---- |
| Шпанија        | 5  | 5 | 0 | 440 | 312 | +126  | 10   |
| Бразил         | 5  | 4 | 1 | 416 | 333 | +83   | 9    |
| Француска      | 5  | 3 | 2 | 376 | 357 | +19   | 8    |
| Србија         | 5  | 2 | 3 | 387 | 378 | +9    | 7    |
| Иран           | 5  | 1 | 4 | 344 | 406 | -62   | 6    |
| Египат         | 5  | 0 | 5 | 312 | 486 | -174  | 5    |

### Група Б (Севиља)
| 30. август 2014. 12:30 | Извештај | Хрватска                                                           | 81 : 78 | Филипини                 | Општинска спортска палата Сан Пабло, Севиља Гледаоци: 3.500 Судије: Јосе Рејес , Мухамед Аламири , Фернандо Роха |  |
| 30. август 2014. 12:30 | Извештај | Четвртине: 23-9, 14–22, 20–18, 14–22, 10-7                         |         |                          | Општинска спортска палата Сан Пабло, Севиља Гледаоци: 3.500 Судије: Јосе Рејес , Мухамед Аламири , Фернандо Роха |  |
| 30. август 2014. 12:30 | Извештај | Поени: Богдановић 26 Скокови: Томић 11 Асистенције: Томић, Шарић 4 |         | Блач 28 Блач 12 Алапаг 6 | Општинска спортска палата Сан Пабло, Севиља Гледаоци: 3.500 Судије: Јосе Рејес , Мухамед Аламири , Фернандо Роха |  |

| 30. август 2014. 17:30 | Извештај | Порторико                                                | 75 : 98 | Аргентина                      | Општинска спортска палата Сан Пабло, Севиља Гледаоци: 5.300 Судије: Луиђи Ламоника , Мајкл Ајлен , Илија Белошевић |  |
| 30. август 2014. 17:30 | Извештај | Четвртине: 19–27, 19–18, 11–24, 26–29                    |         |                                | Општинска спортска палата Сан Пабло, Севиља Гледаоци: 5.300 Судије: Луиђи Ламоника , Мајкл Ајлен , Илија Белошевић |  |
| 30. август 2014. 17:30 | Извештај | Поени: Бареа 24 Скокови: Клементе 6 Асистенције: Бареа 4 |         | Скола 20 Носиони 11 Приђони 10 | Општинска спортска палата Сан Пабло, Севиља Гледаоци: 5.300 Судије: Луиђи Ламоника , Мајкл Ајлен , Илија Белошевић |  |

| 30. август 2014. 20:00 | Извештај | Грчка                                                            | 87 : 64 | Сенегал                        | Општинска спортска палата Сан Пабло, Севиља Гледаоци: 3.100 Судије: Хуан Карлос Гонзалес , Карлос Хулио , Стивен Сибел |  |
| 30. август 2014. 20:00 | Извештај | Четвртине: 18–9, 27–8, 19–19, 23–28                              |         |                                | Општинска спортска палата Сан Пабло, Севиља Гледаоци: 3.100 Судије: Хуан Карлос Гонзалес , Карлос Хулио , Стивен Сибел |  |
| 30. август 2014. 20:00 | Извештај | Поени: Кајмакоглу 20 Скокови: Кајмакоглу 8 Асистенције: Слукас 4 |         | Дјенг 21 Дјенг 14 три играча 2 | Општинска спортска палата Сан Пабло, Севиља Гледаоци: 3.100 Судије: Хуан Карлос Гонзалес , Карлос Хулио , Стивен Сибел |  |

| 31. август 2014. 13:30 | Извештај | Аргентина                                               | 85 : 90 | Хрватска                   | Општинска спортска палата Сан Пабло, Севиља Гледаоци: 6.109 Судије: Хуан Карлос Гонзалес , Јосе Рејес , Фернандо Роха |  |
| 31. август 2014. 13:30 | Извештај | Четвртине: 20:28, 24:18, 19:29, 22:15                   |         |                            | Општинска спортска палата Сан Пабло, Севиља Гледаоци: 6.109 Судије: Хуан Карлос Гонзалес , Јосе Рејес , Фернандо Роха |  |
| 31. август 2014. 13:30 | Извештај | Поени: Скола 30 Скокови: Скола 9 Асистенције: Кампацо 6 |         | Симон 18 Шарић 9 Лафајет 9 | Општинска спортска палата Сан Пабло, Севиља Гледаоци: 6.109 Судије: Хуан Карлос Гонзалес , Јосе Рејес , Фернандо Роха |  |

| 31. август 2014. 17:30 | Извештај | Сенегал                                                       | 82 : 75 | Порторико                                | Општинска спортска палата Сан Пабло, Севиља Гледаоци: 5.554 Судије: Мајкл Ајлен , Илија Белошевић , Карлос Хулио |  |
| 31. август 2014. 17:30 | Извештај | Четвртине: 20–29, 21–11, 22–18, 19–17                         |         |                                          | Општинска спортска палата Сан Пабло, Севиља Гледаоци: 5.554 Судије: Мајкл Ајлен , Илија Белошевић , Карлос Хулио |  |
| 31. август 2014. 17:30 | Извештај | Поени: Фаје 20 Скокови: Дјенг 13 Асистенције: Алмеида, Диоп 3 |         | Балкман 21 Балкман, Сантијаго 7 Ривера 5 | Општинска спортска палата Сан Пабло, Севиља Гледаоци: 5.554 Судије: Мајкл Ајлен , Илија Белошевић , Карлос Хулио |  |

| 31. август 2014. 20:00 | Извештај | Филипини                                              | 70 : 82 | Грчка                                 | Општинска спортска палата Сан Пабло, Севиља Гледаоци: 5.554 Судије: Луиђи Ламоника , Мухамед Аламири , Стивен Сибел |  |
| 31. август 2014. 20:00 | Извештај | Четвртине: 10–20, 17–17, 18–21, 25–24                 |         |                                       | Општинска спортска палата Сан Пабло, Севиља Гледаоци: 5.554 Судије: Луиђи Ламоника , Мухамед Аламири , Стивен Сибел |  |
| 31. август 2014. 20:00 | Извештај | Поени: Блач 21 Скокови: Блач 14 Асистенције: Алапаг 3 |         | Принтезис 25 Бурусис 10 Папаниколау 4 | Општинска спортска палата Сан Пабло, Севиља Гледаоци: 5.554 Судије: Луиђи Ламоника , Мухамед Аламири , Стивен Сибел |  |

| 1. септембар 2014. 12:30 | Извештај | Хрватска                                                          | 75 : 77 | Сенегал                    | Општинска спортска палата Сан Пабло, Севиља Гледаоци: 4.380 Судије: Мајкл Ајлен , Мухамед Аламири , Стивен Сибел |  |
| 1. септембар 2014. 12:30 | Извештај | Четвртине: 16–18, 16–23, 20–18, 23–18                             |         |                            | Општинска спортска палата Сан Пабло, Севиља Гледаоци: 4.380 Судије: Мајкл Ајлен , Мухамед Аламири , Стивен Сибел |  |
| 1. септембар 2014. 12:30 | Извештај | Поени: Богдановић, Шарић 15 Скокови: Томић 9 Асистенције: Шарић 4 |         | Дјенг 27 Дјенг 8 Алмеида 5 | Општинска спортска палата Сан Пабло, Севиља Гледаоци: 4.380 Судије: Мајкл Ајлен , Мухамед Аламири , Стивен Сибел |  |

| 1. септембар 2014. 17:30 | Извештај | Аргентина                                                     | 85 : 81 | Филипини                              | Општинска спортска палата Сан Пабло, Севиља Гледаоци: 6.071 Судије: Илија Белошевић , Хуан Карлос Гонзалес , Карлос Хулио |  |
| 1. септембар 2014. 17:30 | Извештај | Четвртине: 22–25, 21–13, 28–23, 14–20                         |         |                                       | Општинска спортска палата Сан Пабло, Севиља Гледаоци: 6.071 Судије: Илија Белошевић , Хуан Карлос Гонзалес , Карлос Хулио |  |
| 1. септембар 2014. 17:30 | Извештај | Поени: Скола 19 Скокови: Мата 9 Асистенције: Скола, Кампацо 4 |         | де Окампо 18 Блач 15 Кастро, Алапаг 2 | Општинска спортска палата Сан Пабло, Севиља Гледаоци: 6.071 Судије: Илија Белошевић , Хуан Карлос Гонзалес , Карлос Хулио |  |

| 1. септембар 2014. 20:00 | Извештај | Порторико                                                  | 79 : 90 | Грчка                            | Општинска спортска палата Сан Пабло, Севиља Гледаоци: 6.071 Судије: Луиђи Ламоника , Јосе Рејес , Фернандо Роха |  |
| 1. септембар 2014. 20:00 | Извештај | Четвртине: 19–20, 14–21, 19–27, 27–22                      |         |                                  | Општинска спортска палата Сан Пабло, Севиља Гледаоци: 6.071 Судије: Луиђи Ламоника , Јосе Рејес , Фернандо Роха |  |
| 1. септембар 2014. 20:00 | Извештај | Поени: Балкман 23 Скокови: Франклин 6 Асистенције: Бареа 5 |         | Зисис 19 Кајмакоглу 11 Бурусис 6 | Општинска спортска палата Сан Пабло, Севиља Гледаоци: 6.071 Судије: Луиђи Ламоника , Јосе Рејес , Фернандо Роха |  |

| 3. септембар 2014. 13:30 | Извештај | Филипини                                                 | 73 : 77 | Порторико                    | Општинска спортска палата Сан Пабло, Севиља Гледаоци: 4.998 Судије: Јосе Рејес , Хуан Карлос Гонзалес , Карлос Хулио |  |
| 3. септембар 2014. 13:30 | Извештај | Четвртине: 25–13, 19–26, 13–22, 16–16                    |         |                              | Општинска спортска палата Сан Пабло, Севиља Гледаоци: 4.998 Судије: Јосе Рејес , Хуан Карлос Гонзалес , Карлос Хулио |  |
| 3. септембар 2014. 13:30 | Извештај | Поени: Блач 25 Скокови: Блач 14 Асистенције: де Окампо 3 |         | Бареа 30 Франклин 9 Ривера 3 | Општинска спортска палата Сан Пабло, Севиља Гледаоци: 4.998 Судије: Јосе Рејес , Хуан Карлос Гонзалес , Карлос Хулио |  |

| 3. септембар 2014. 17:30 | Извештај | Сенегал                                                 | 45 : 81 | Аргентина                       | Општинска спортска палата Сан Пабло, Севиља Гледаоци: 5.725 Судије: Илија Белошевић , Мухамед Аламири , Стивен Сибел |  |
| 3. септембар 2014. 17:30 | Извештај | Четвртине: 15–20, 9–21, 14–12, 8–28                     |         |                                 | Општинска спортска палата Сан Пабло, Севиља Гледаоци: 5.725 Судије: Илија Белошевић , Мухамед Аламири , Стивен Сибел |  |
| 3. септембар 2014. 17:30 | Извештај | Поени: Дјенг 11 Скокови: Дјенг 8 Асистенције: Алмеида 4 |         | Скола 22 Скола 14 Лапровитола 6 | Општинска спортска палата Сан Пабло, Севиља Гледаоци: 5.725 Судије: Илија Белошевић , Мухамед Аламири , Стивен Сибел |  |

| 3. септембар 2014. 20:00 | Извештај | Грчка                                                                          | 76 : 65 | Хрватска                        | Општинска спортска палата Сан Пабло, Севиља Гледаоци: 5.725 Судије: Луиђи Ламоника , Мајкл Ајлен , Фернандо Роха |  |
| 3. септембар 2014. 20:00 | Извештај | Четвртине: 16–14, 20–9, 15–16, 25–26                                           |         |                                 | Општинска спортска палата Сан Пабло, Севиља Гледаоци: 5.725 Судије: Луиђи Ламоника , Мајкл Ајлен , Фернандо Роха |  |
| 3. септембар 2014. 20:00 | Извештај | Поени: Папаниколау, Кајмакоглу 14 Скокови: Бурусис 10 Асистенције: Н. Зисис 10 |         | Богдановић 20 Томић 9 Лафајет 3 | Општинска спортска палата Сан Пабло, Севиља Гледаоци: 5.725 Судије: Луиђи Ламоника , Мајкл Ајлен , Фернандо Роха |  |

| 4. септембар 2014. 14:00 | Извештај | Сенегал                                                           | 79 : 81 | Филипини                                     | Општинска спортска палата Сан Пабло, Севиља Гледаоци: 5.132 Судије: Илија Белошевић , Карлос Хулио , Фернандо Роха |  |
| 4. септембар 2014. 14:00 | Извештај | Четвртине: 19:13, 5:24, 20:12, 20:15, 15:17                       |         |                                              | Општинска спортска палата Сан Пабло, Севиља Гледаоци: 5.132 Судије: Илија Белошевић , Карлос Хулио , Фернандо Роха |  |
| 4. септембар 2014. 14:00 | Извештај | Поени: М. Фаје 20 Скокови: Г. Дјенг 14 Асистенције: Ш. Алмеида 14 |         | Џ. Алапаг, Е. Блач 18 Е. Блач 14 Џ. Алапаг 4 | Општинска спортска палата Сан Пабло, Севиља Гледаоци: 5.132 Судије: Илија Белошевић , Карлос Хулио , Фернандо Роха |  |

| 4. септембар 2014. 18:00 | Извештај | Хрватска                                                       | 103 : 82 | Порторико                               | Општинска спортска палата Сан Пабло, Севиља Гледаоци: 7.047 Судије: Луиђи Ламоника , Мухамед Аламири , Стивен Сибел |  |
| 4. септембар 2014. 18:00 | Извештај | Четвртине: 28-16, 25-20, 31-21, 19-25                          |          |                                         | Општинска спортска палата Сан Пабло, Севиља Гледаоци: 7.047 Судије: Луиђи Ламоника , Мухамед Аламири , Стивен Сибел |  |
| 4. септембар 2014. 18:00 | Извештај | Поени: Богдановић 23 Скокови: Маркота 7 Асистенције: Р. Укић 6 |          | Бареа 20 К.Симон, Д. Маркота 7 Ривера 6 | Општинска спортска палата Сан Пабло, Севиља Гледаоци: 7.047 Судије: Луиђи Ламоника , Мухамед Аламири , Стивен Сибел |  |

| 4. септембар 2014. 22:00 | Извештај | Аргентина                                                                   | 71 : 79 | Грчка                                  | Општинска спортска палата Сан Пабло, Севиља Гледаоци: 7.047 Судије: Јосе Рејес , Мајкл Ајлен , Хуан Карлос Гонзалес |  |
| 4. септембар 2014. 22:00 | Извештај | Четвртине: 16:28, 17:16, 17:20, 21:15                                       |         |                                        | Општинска спортска палата Сан Пабло, Севиља Гледаоци: 7.047 Судије: Јосе Рејес , Мајкл Ајлен , Хуан Карлос Гонзалес |  |
| 4. септембар 2014. 22:00 | Извештај | Поени: Л. Скола 17 Скокови: Л. Скола, В. Херман 5 Асистенције: Ф. Кампацо 5 |         | Н. Калатес 18 Ј. Бурусис 15 Н. Зисис 5 | Општинска спортска палата Сан Пабло, Севиља Гледаоци: 7.047 Судије: Јосе Рејес , Мајкл Ајлен , Хуан Карлос Гонзалес |  |

| Табела групе Б | ИГ | Д | И | П+  | П-  | Разл. | Бод. |
| -------------- | -- | - | - | --- | --- | ----- | ---- |
| Грчка          | 5  | 5 | 0 | 414 | 349 | +65   | 10   |
| Хрватска       | 5  | 3 | 2 | 414 | 398 | +16   | 8    |
| Аргентина      | 5  | 3 | 2 | 420 | 372 | +48   | 8    |
| Сенегал        | 5  | 2 | 3 | 348 | 399 | -51   | 7    |
| Порторико      | 5  | 1 | 4 | 388 | 446 | -58   | 6    |
| Филипини       | 5  | 1 | 4 | 383 | 404 | -21   | 6    |

### Група Ц (Баракалдо)
| 30. август 2014. 12:30 | Извештај | Украјина                                                             | 72 : 62 | Доминиканска Република              | Бискаја, Баракалдо Гледаоци: 6.500 Судије: Миливоје Јовчић , Матеј Болтаузер , Алехандро Чити |  |
| 30. август 2014. 12:30 | Извештај | Четвртине: 12–13, 15–14, 21–13, 24–22                                |         |                                     | Бискаја, Баракалдо Гледаоци: 6.500 Судије: Миливоје Јовчић , Матеј Болтаузер , Алехандро Чити |  |
| 30. август 2014. 12:30 | Извештај | Поени: Џетер 16 Скокови: Корнијенко, Кравцов 7 Асистенције: Гладир 3 |         | Гарсија 18 Варгас, Баез 9 Гарсија 4 | Бискаја, Баракалдо Гледаоци: 6.500 Судије: Миливоје Јовчић , Матеј Болтаузер , Алехандро Чити |  |

| 30. август 2014. 16:00 | Извештај | Нови Зеланд                                             | 73 : 76 | Турска                               | Бискаја, Баракалдо Гледаоци: 6.800 Судије: Кристијано Хесус Марањо , Жозеф Бисан , Фердинанд Паскуал |  |
| 30. август 2014. 16:00 | Извештај | Четвртине: 17–8, 21–20, 18–24, 17–24                    |         |                                      | Бискаја, Баракалдо Гледаоци: 6.800 Судије: Кристијано Хесус Марањо , Жозеф Бисан , Фердинанд Паскуал |  |
| 30. август 2014. 16:00 | Извештај | Поени: Вебстер 22 Скокови: Вукона 8 Асистенције: Тејт 3 |         | Саваш 16 Прелџић 6 Херсек, Прелџић 3 | Бискаја, Баракалдо Гледаоци: 6.800 Судије: Кристијано Хесус Марањо , Жозеф Бисан , Фердинанд Паскуал |  |

| 30. август 2014. 21:30 | Извештај | Сједињене Државе                                         | 114 : 55 | Финска                            | Бискаја,Баракалдо Гледаоци: 11.300 Судије: Мигуел Перез Перез , Арнауд Ком Њило , Алехандро Санчез |  |
| 30. август 2014. 21:30 | Извештај | Четвртине: 31–16, 29–2, 29–21, 25–16                     |          |                                   | Бискаја,Баракалдо Гледаоци: 11.300 Судије: Мигуел Перез Перез , Арнауд Ком Њило , Алехандро Санчез |  |
| 30. август 2014. 21:30 | Извештај | Поени: Томпсон 18 Скокови: Казинс 10 Асистенције: Кари 5 |          | Хаф, Копонен 12 Мерфи 7 Копонен 4 | Бискаја,Баракалдо Гледаоци: 11.300 Судије: Мигуел Перез Перез , Арнауд Ком Њило , Алехандро Санчез |  |

| 31. август 2014. 12:30 | Извештај | Доминиканска Република                                             | 76 : 63 | Нови Зеланд                          | Бискаја, Баракалдо Гледаоци: 14.427 Судије: Мигуел Перез Перез , Матеј Болтаузер , Арнауд Ком Њило |  |
| 31. август 2014. 12:30 | Извештај | Четвртине: 14–16, 20–11, 17–23, 25–13                              |         |                                      | Бискаја, Баракалдо Гледаоци: 14.427 Судије: Мигуел Перез Перез , Матеј Болтаузер , Арнауд Ком Њило |  |
| 31. август 2014. 12:30 | Извештај | Поени: Гарсија 29 Скокови: Баез 9 Асистенције: Коронадо, Фелдејн 4 |         | Аберкромби 22 Пени 5 четири играча 3 | Бискаја, Баракалдо Гледаоци: 14.427 Судије: Мигуел Перез Перез , Матеј Болтаузер , Арнауд Ком Њило |  |

| 31. август 2014. 16:00 | Извештај | Финска                                                     | 81 : 76 | Украјина                   | Бискаја, Баракалдо Гледаоци: 14.427 Судије: Кристијано Хесус Марањо , Миливоје Јовчић , Фердинанд Паскуал |  |
| 31. август 2014. 16:00 | Извештај | Четвртине: 20–22, 15–15, 22–15, 24–24                      |         |                            | Бискаја, Баракалдо Гледаоци: 14.427 Судије: Кристијано Хесус Марањо , Миливоје Јовчић , Фердинанд Паскуал |  |
| 31. август 2014. 16:00 | Извештај | Поени: Хаф 23 Скокови: Мерфи, Хаф 8 Асистенције: Копонен 9 |         | Џетер 24 Кравцов 8 Џетер 9 | Бискаја, Баракалдо Гледаоци: 14.427 Судије: Кристијано Хесус Марањо , Миливоје Јовчић , Фердинанд Паскуал |  |

| 31. август 2014. 21:30 | Извештај | Турска                                                 | 77 : 98 | Сједињене Државе          | Бискаја, Баракалдо Гледаоци: 14.637 Судије: Алехандро Чити , Жозеф Бисан , Алехандро Санчез |  |
| 31. август 2014. 21:30 | Извештај | Четвртине: 16–16, 24–19, 20–31, 17–32                  |         |                           | Бискаја, Баракалдо Гледаоци: 14.637 Судије: Алехандро Чити , Жозеф Бисан , Алехандро Санчез |  |
| 31. август 2014. 21:30 | Извештај | Поени: Акјол 12 Скокови: Ашик 8 Асистенције: Прелџић 5 |         | Фарид 22 Фарид 8 Харден 7 | Бискаја, Баракалдо Гледаоци: 14.637 Судије: Алехандро Чити , Жозеф Бисан , Алехандро Санчез |  |

| 2. септембар 2014. 21:30 | Извештај | Финска                                                          | 68 : 74 | Доминиканска Република                 | Бискаја, Баракалдо Гледаоци: 14.446 Судије: Кристијано Хесус Марањо , Жозеф Бисан , Арнауд Ком Њило |  |
| 2. септембар 2014. 21:30 | Извештај | Четвртине: 15:16, 17:25, 18:19, 18:14                           |         |                                        | Бискаја, Баракалдо Гледаоци: 14.446 Судије: Кристијано Хесус Марањо , Жозеф Бисан , Арнауд Ком Њило |  |
| 2. септембар 2014. 21:30 | Извештај | Поени: П. Копонен 23 Скокови: Џ. Ли 6 Асистенције: П. Копонен 9 |         | Е. Варгас 18 Е. Варгас 13 Џ. Фелдејн 6 | Бискаја, Баракалдо Гледаоци: 14.446 Судије: Кристијано Хесус Марањо , Жозеф Бисан , Арнауд Ком Њило |  |

| 2. септембар 2014. 17:30 | Извештај | Сједињене Државе                                                  | 98 : 71 | Нови Зеланд                                    | Бискаја, Баракалдо Гледаоци: 14.399 Судије: Миливоје Јовчић , Матеј Болтаузер , Фердинанд Паскуал |  |
| 2. септембар 2014. 17:30 | Извештај | Четвртине: 27:20, 30:15, 18:19, 23:17                             |         |                                                | Бискаја, Баракалдо Гледаоци: 14.399 Судије: Миливоје Јовчић , Матеј Болтаузер , Фердинанд Паскуал |  |
| 2. септембар 2014. 17:30 | Извештај | Поени: Е. Дејвис 21 Скокови: К. Фарид 11 Асистенције: Џ. Харден 4 |         | Б. Антони 11 М. Вукона, Т. Аберкромбе 5 Тејт 3 | Бискаја, Баракалдо Гледаоци: 14.399 Судије: Миливоје Јовчић , Матеј Болтаузер , Фердинанд Паскуал |  |

| 2. септембар 2014. 15:00 | Извештај | Украјина                                                             | 64 : 58 | Турска                               | Бискаја, Баракалдо Гледаоци: 14.399 Судије: Мигуел Перез Перез , Алехандро Чити , Алехандро Санчез |  |
| 2. септембар 2014. 15:00 | Извештај | Четвртине: 13:13, 12:13, 16:13, 23:19                                |         |                                      | Бискаја, Баракалдо Гледаоци: 14.399 Судије: Мигуел Перез Перез , Алехандро Чити , Алехандро Санчез |  |
| 2. септембар 2014. 15:00 | Извештај | Поени: А. Мишула 19 Скокови: М. Корнијенко 6 Асистенције: Ј. Џетер 6 |         | Ашик 16 Ашик 20 Б. Херсек, Прелџић 3 | Бискаја, Баракалдо Гледаоци: 14.399 Судије: Мигуел Перез Перез , Алехандро Чити , Алехандро Санчез |  |

| 3. септембар 2014. 21:30 | Извештај | Доминиканска Република                                                    | 71 : 106 | Сједињене Државе               | Бискаја, Баракалдо Гледаоци: 14.104 Судије: Жозеф Бисан , Алехандро Чити , Алехандро Санчез |  |
| 3. септембар 2014. 21:30 | Извештај | Четвртине: 22:25, 19:31, 11:25, 19:25                                     |          |                                | Бискаја, Баракалдо Гледаоци: 14.104 Судије: Жозеф Бисан , Алехандро Чити , Алехандро Санчез |  |
| 3. септембар 2014. 21:30 | Извештај | Поени: В. Лис 15 Скокови: Џ. Фелдејн 6 Асистенције: Џ. Фелдејн, Е. Соса 4 |          | К. Фарид 16 Е. Дејвис 7 Кари 7 | Бискаја, Баракалдо Гледаоци: 14.104 Судије: Жозеф Бисан , Алехандро Чити , Алехандро Санчез |  |

| 3. септембар 2014. 17:30 | Извештај | Турска                                                                         | 77 : 73 | Финска                              | Бискаја, Баракалдо Гледаоци: 7.290 Судије: Матеј Болтаузер , Миливоје Јовчић , Фердинанд Паскуал |  |
| 3. септембар 2014. 17:30 | Извештај | Четвртине: 10:15, 17:26, 26:18, 15:9, 9:5                                      |         |                                     | Бискаја, Баракалдо Гледаоци: 7.290 Судије: Матеј Болтаузер , Миливоје Јовчић , Фердинанд Паскуал |  |
| 3. септембар 2014. 17:30 | Извештај | Поени: О. Ашик 22 Скокови: три играча по 8 Асистенције: С. Гулер, Е. Прелџић 5 |         | С. Салин 15 Е. Мерфи 6 П. Копонен 5 | Бискаја, Баракалдо Гледаоци: 7.290 Судије: Матеј Болтаузер , Миливоје Јовчић , Фердинанд Паскуал |  |

| 3. септембар 2014. 15:00 | Извештај | Нови Зеланд                                                   | 73 : 61 | Украјина                                  | Бискаја, Баракалдо Гледаоци: 7.290 Судије: Кристијано Хесус Марањо , Арнауд Ком Њило , Мигуел Перез Перез |  |
| 3. септембар 2014. 15:00 | Извештај | Четвртине: 18:19, 18:11, 17:15, 20:16                         |         |                                           | Бискаја, Баракалдо Гледаоци: 7.290 Судије: Кристијано Хесус Марањо , Арнауд Ком Њило , Мигуел Перез Перез |  |
| 3. септембар 2014. 15:00 | Извештај | Поени: К. Пени 17 Скокови: И. Фоту 10 Асистенције: К. Франк 4 |         | М. Корнијенко 15 К. Натјажио 6 Ј. Џетер 6 | Бискаја, Баракалдо Гледаоци: 7.290 Судије: Кристијано Хесус Марањо , Арнауд Ком Њило , Мигуел Перез Перез |  |

| 4. септембар 2014. 21:30 | Извештај | Турска                                                                       | 77 : 64 | Доминиканска Република                    | Бискаја, Баракалдо Гледаоци: 10.303 Судије: Кристијано Хесус Марањо , Жозеф Бисан , Миливоје Јовчић |  |
| 4. септембар 2014. 21:30 | Извештај | Четвртине: 14:13, 27:10, 19:18, 17:23                                        |         |                                           | Бискаја, Баракалдо Гледаоци: 10.303 Судије: Кристијано Хесус Марањо , Жозеф Бисан , Миливоје Јовчић |  |
| 4. септембар 2014. 21:30 | Извештај | Поени: О. Саваш 15 Скокови: О. Ашик 10 Асистенције: Е. Прелџић, К. Тунчери 5 |         | Ф. Гарсија 18 Џ. М. Мартинез 9 Коронадо 6 | Бискаја, Баракалдо Гледаоци: 10.303 Судије: Кристијано Хесус Марањо , Жозеф Бисан , Миливоје Јовчић |  |

| 4. септембар 2014. 17:30 | Извештај | Украјина                                                               | 71 : 95 | Сједињене Државе                      | Бискаја, Баракалдо Гледаоци: 15.483 Судије: Матеј Болтаузер , Арнауд Ком Њило , Фердинанд Паскуал |  |
| 4. септембар 2014. 17:30 | Извештај | Четвртине: 19:14, 13:30, 22:25, 17:26                                  |         |                                       | Бискаја, Баракалдо Гледаоци: 15.483 Судије: Матеј Болтаузер , Арнауд Ком Њило , Фердинанд Паскуал |  |
| 4. септембар 2014. 17:30 | Извештај | Поени: В. Кравцов 15 Скокови: М. Корнијенко 6 Асистенције: А. Мишула 4 |         | Џ. Харден 17 К. Фарид 8 К. И ирвинг 6 | Бискаја, Баракалдо Гледаоци: 15.483 Судије: Матеј Болтаузер , Арнауд Ком Њило , Фердинанд Паскуал |  |

| 4. септембар 2014. 15:00 | Извештај | Финска                                                            | 65 : 67 | Нови Зеланд                    | Бискаја, Баракалдо Гледаоци: 15.483 Судије: Мигуел Перез Перез , Алехандро Чити , Алехандро Санчез |  |
| 4. септембар 2014. 15:00 | Извештај | Четвртине: 12:18, 20:26, 13:13, 20:10                             |         |                                | Бискаја, Баракалдо Гледаоци: 15.483 Судије: Мигуел Перез Перез , Алехандро Чити , Алехандро Санчез |  |
| 4. септембар 2014. 15:00 | Извештај | Поени: Џ. Ли 17 Скокови: три играча по 5 Асистенције: Т. Ранико 7 |         | И. Фоту 18 М. Вукона 12 Тејт 5 | Бискаја, Баракалдо Гледаоци: 15.483 Судије: Мигуел Перез Перез , Алехандро Чити , Алехандро Санчез |  |

| Табела групе Ц         | ИГ | Д | И | П+  | П-  | Разл. | Бод. |
| ---------------------- | -- | - | - | --- | --- | ----- | ---- |
| Сједињене Државе       | 5  | 5 | 0 | 511 | 345 | +166  | 10   |
| Турска                 | 5  | 3 | 2 | 365 | 372 | -7    | 8    |
| Доминиканска Република | 5  | 2 | 3 | 347 | 386 | -39   | 7    |
| Нови Зеланд            | 5  | 2 | 3 | 347 | 376 | -29   | 7    |
| Украјина               | 5  | 2 | 3 | 344 | 369 | -25   | 7    |
| Финска                 | 5  | 1 | 4 | 342 | 408 | -66   | 6    |

### Група Д (Лас Палмас)
| 30. август 2014. 12:30 | Извештај | Ангола                                                                | 80 : 69 | Јужна Кореја                                    | Арена Гран Канарија,Лас Палмас Гледаоци: 2.700 Судије: Елијас Коромилас , Сретен Радовић , Луис Роберто Васкез |  |
| 30. август 2014. 12:30 | Извештај | Четвртине: 16–6, 20–12, 16–30, 28–21                                  |         |                                                 | Арена Гран Канарија,Лас Палмас Гледаоци: 2.700 Судије: Елијас Коромилас , Сретен Радовић , Луис Роберто Васкез |  |
| 30. август 2014. 12:30 | Извештај | Поени: Сипријано, Мореира 16 Скокови: Мореира 10 Асистенције: Коста 6 |         | Ким Сун-хјунг 15 Јанг Хе-јонг 5 Ким Сун-хјунг 5 | Арена Гран Канарија,Лас Палмас Гледаоци: 2.700 Судије: Елијас Коромилас , Сретен Радовић , Луис Роберто Васкез |  |

| 30. август 2014. 16:30 | Извештај | Аустралија                                                 | 80 : 90 | Словенија                                  | Арена Гран Канарија, Лас Палмас Гледаоци: 5.900 Судије: Стивен Андерсон , Рејналдо Антонио Мерцедес Санчез , Еди Вијатор |  |
| 30. август 2014. 16:30 | Извештај | Четвртине: 19–27, 24–22, 17–20, 20–21                      |         |                                            | Арена Гран Канарија, Лас Палмас Гледаоци: 5.900 Судије: Стивен Андерсон , Рејналдо Антонио Мерцедес Санчез , Еди Вијатор |  |
| 30. август 2014. 16:30 | Извештај | Поени: Бејнс 21 Скокови: Бејнс 7 Асистенције: Делаведова 5 |         | Г. Драгић 21 Г. Драгић, Омић 7 Г. Драгић 4 | Арена Гран Канарија, Лас Палмас Гледаоци: 5.900 Судије: Стивен Андерсон , Рејналдо Антонио Мерцедес Санчез , Еди Вијатор |  |

| 30. август 2014. 20:00 | Boxscore | Мексико                                            | 74 : 87 | Литванија                             | Арена Гран Канарија,Лас Палмас Гледаоци: 6.200 Судије: Маркус Бенито , Роберт Лотермозер , Кингслеј Ојеабуру |  |
| 30. август 2014. 20:00 | Boxscore | Четвртине: 27–22, 14–23, 12–22, 21–20              |         |                                       | Арена Гран Канарија,Лас Палмас Гледаоци: 6.200 Судије: Маркус Бенито , Роберт Лотермозер , Кингслеј Ојеабуру |  |
| 30. август 2014. 20:00 | Boxscore | Поени: Круз 21 Скокови: Ајон 6 Асистенције: Круз 4 |         | Мачијулис 19 Валанчјунас 5 Сејбутис 5 | Арена Гран Канарија,Лас Палмас Гледаоци: 6.200 Судије: Маркус Бенито , Роберт Лотермозер , Кингслеј Ојеабуру |  |

| 31. август 2014. 13:30 | Извештај | Јужна Кореја                                                      | 55 : 89 | Аустралија                     | Арена Гран Канарија, Лас Палмас Гледаоци: 5.524 Судије: Еди Вијатор , Стивен Андерсон , Кингслеј Ојеабуру |  |
| 31. август 2014. 13:30 | Извештај | Четвртине: 17–26, 12–18, 12–22, 14–23                             |         |                                | Арена Гран Канарија, Лас Палмас Гледаоци: 5.524 Судије: Еди Вијатор , Стивен Андерсон , Кингслеј Ојеабуру |  |
| 31. август 2014. 13:30 | Извештај | Поени: Ким С. 13 Скокови: Ох Се-кеун 4 Асистенције: Парк Чан-хе 4 |         | Инглс 17 Бејнс 10 Делаведова 8 | Арена Гран Канарија, Лас Палмас Гледаоци: 5.524 Судије: Еди Вијатор , Стивен Андерсон , Кингслеј Ојеабуру |  |

| 31. август 2014. 17:30 | Извештај | Словенија                                                        | 89 : 68 | Мексико                             | Арена Гран Канарија, Лас Палмас Гледаоци: 5.680 Судије: Маркус Бенито , Елијас Коромилас , Роберт Лотермозер |  |
| 31. август 2014. 17:30 | Извештај | Четвртине: 24:18, 22:19, 19:13, 24:18                            |         |                                     | Арена Гран Канарија, Лас Палмас Гледаоци: 5.680 Судије: Маркус Бенито , Елијас Коромилас , Роберт Лотермозер |  |
| 31. август 2014. 17:30 | Извештај | Поени: З. Драгић 22 Скокови: Е. Мурић 4 Асистенције: Г. Драгић 6 |         | Г. Ајон 23 Х. Хернандез 5 Ф. Круз 4 | Арена Гран Канарија, Лас Палмас Гледаоци: 5.680 Судије: Маркус Бенито , Елијас Коромилас , Роберт Лотермозер |  |

| 31. август 2014. 20:00 | Извештај | Литванија                                                                  | 75 : 62 | Ангола                                  | Арена Гран Канарија,Лас Палмас Гледаоци: 5.680 Судије: Рејналдо Антонио Мерцедес Санчез , Јевгени Микејев , Луис Роберто Васкез |  |
| 31. август 2014. 20:00 | Извештај | Четвртине: 23:22, 15:13, 25:14, 12:13                                      |         |                                         | Арена Гран Канарија,Лас Палмас Гледаоци: 5.680 Судије: Рејналдо Антонио Мерцедес Санчез , Јевгени Микејев , Луис Роберто Васкез |  |
| 31. август 2014. 20:00 | Извештај | Поени: Д. Мотијејунас 12 Скокови: Д. Мотијејунас 5 Асистенције: Сејбутис 4 |         | Е. Мингас 14 Е. Мингас 9 О. Сипријано 3 | Арена Гран Канарија,Лас Палмас Гледаоци: 5.680 Судије: Рејналдо Антонио Мерцедес Санчез , Јевгени Микејев , Луис Роберто Васкез |  |

| 2. септембар 2014. 13:30 | Извештај | Ангола                                                            | 55 : 79 | Мексико                     | Арена Гран Канарија,Лас Палмас Гледаоци: 5.565 Судије: Сретен Радовић , Елијас Коромилас , Еди Вијатор |  |
| 2. септембар 2014. 13:30 | Извештај | Четвртине: 20:15, 15:21, 10:21, 10:22                             |         |                             | Арена Гран Канарија,Лас Палмас Гледаоци: 5.565 Судије: Сретен Радовић , Елијас Коромилас , Еди Вијатор |  |
| 2. септембар 2014. 13:30 | Извештај | Поени: Мореира, Жоаким 13 Скокови: Мореира 9 Асистенције: Барош 3 |         | Хернандез 24 Ајон 12 Круз 4 | Арена Гран Канарија,Лас Палмас Гледаоци: 5.565 Судије: Сретен Радовић , Елијас Коромилас , Еди Вијатор |  |

| 2. септембар 2014. 17:30 | Извештај | Аустралија                                            | 82 : 75 | Литванија                            | Арена Гран Канарија,Лас Палмас Гледаоци: 5.657 Судије: Рејналдо Антонио Мерцедес Санчез , Маркус Бенито , Луис Роберто Васкез |  |
| 2. септембар 2014. 17:30 | Извештај | Четвртине: 30:20, 17:8, 15:28, 20:19                  |         |                                      | Арена Гран Канарија,Лас Палмас Гледаоци: 5.657 Судије: Рејналдо Антонио Мерцедес Санчез , Маркус Бенито , Луис Роберто Васкез |  |
| 2. септембар 2014. 17:30 | Извештај | Поени: Инглс 18 Скокови: Бејнс 6 Асистенције: Инглс 4 |         | Сејбутис 21 Валанчјунас 6 Сејбутис 3 | Арена Гран Канарија,Лас Палмас Гледаоци: 5.657 Судије: Рејналдо Антонио Мерцедес Санчез , Маркус Бенито , Луис Роберто Васкез |  |

| 2. септембар 2014. 20:00 | Извештај | Јужна Кореја                                            | 72 : 89 | Словенија                     | Арена Гран Канарија,Лас Палмас Гледаоци: 8.190 Судије: Стивен Андерсон , Роберт Лотермозер , Јевгени Микејев |  |
| 2. септембар 2014. 20:00 | Извештај | Четвртине: 21:19, 18:21, 17:30, 16:19                   |         |                               | Арена Гран Канарија,Лас Палмас Гледаоци: 8.190 Судије: Стивен Андерсон , Роберт Лотермозер , Јевгени Микејев |  |
| 2. септембар 2014. 20:00 | Извештај | Поени: Џ. Ли 12 Скокови: Ким Ј. 6 Асистенције: Т. Мун 3 |         | Драгић 22 Омић 11 Г. Драгић 4 | Арена Гран Канарија,Лас Палмас Гледаоци: 8.190 Судије: Стивен Андерсон , Роберт Лотермозер , Јевгени Микејев |  |

| 3. септембар 2014. 13:30 | Извештај | Мексико                                              | 62 : 70 | Аустралија                  | Арена Гран Канарија,Лас Палмас Гледаоци: 5.494 Судије: Сретен Радовић , Роберт Лотермозер , Луис Роберто Васкез |  |
| 3. септембар 2014. 13:30 | Извештај | Четвртине: 19:22, 13:11, 13:26, 17:11                |         |                             | Арена Гран Канарија,Лас Палмас Гледаоци: 5.494 Судије: Сретен Радовић , Роберт Лотермозер , Луис Роберто Васкез |  |
| 3. септембар 2014. 13:30 | Извештај | Поени: Ајон 11 Скокови: Ајон 9 Асистенције: Мендез 5 |         | Бејнс 21 Андерсен 7 Инглс 5 | Арена Гран Канарија,Лас Палмас Гледаоци: 5.494 Судије: Сретен Радовић , Роберт Лотермозер , Луис Роберто Васкез |  |

| 3. септембар 2014. 17:30 | Извештај | Словенија                                                   | 93 : 87 | Ангола                  | Арена Гран Канарија,Лас Палмас Гледаоци: 5.558 Судије: Еди Вијатор , Рејналдо Антонио Мерцедес Санчез , Кингслеј Ојеабуру |  |
| 3. септембар 2014. 17:30 | Извештај | Четвртине: 17:17, 27:26, 21:23, 28:21                       |         |                         | Арена Гран Канарија,Лас Палмас Гледаоци: 5.558 Судије: Еди Вијатор , Рејналдо Антонио Мерцедес Санчез , Кингслеј Ојеабуру |  |
| 3. септембар 2014. 17:30 | Извештај | Поени: Лорбек 17 Скокови: З. Драгић 7 Асистенције: Лорбек 4 |         | Фортес 21 Мур 6 Коста 6 | Арена Гран Канарија,Лас Палмас Гледаоци: 5.558 Судије: Еди Вијатор , Рејналдо Антонио Мерцедес Санчез , Кингслеј Ојеабуру |  |

| 3. септембар 2014. 20:00 | Извештај | Литванија                                                               | 79 : 49 | Јужна Кореја                            | Арена Гран Канарија,Лас Палмас Гледаоци: 7.850 Судије: Елијас Коромилас , Стивен Андерсон , Јевгени Микејев |  |
| 3. септембар 2014. 20:00 | Извештај | Четвртине: 17:19, 22:10, 18:4, 22:16                                    |         |                                         | Арена Гран Канарија,Лас Палмас Гледаоци: 7.850 Судије: Елијас Коромилас , Стивен Андерсон , Јевгени Микејев |  |
| 3. септембар 2014. 20:00 | Извештај | Поени: Јушкевичиус 20 Скокови: Валанчјунас 8 Асистенције: Мотијејунас 5 |         | Т. Мун 15 Ким Ј., Ох Се-кеун 4 Т. Ким 4 | Арена Гран Канарија,Лас Палмас Гледаоци: 7.850 Судије: Елијас Коромилас , Стивен Андерсон , Јевгени Микејев |  |

| 4. септембар 2014. 13:30 | Извештај | Аустралија                                                | 83 : 91 | Ангола                        | Арена Гран Канарија,Лас Палмас Гледаоци: 5.657 Судије: Сретен Радовић , Роберт Лотермозер , Јевгени Микејев |  |
| 4. септембар 2014. 13:30 | Извештај | Четвртине: 22:17, 20:12, 23:34, 18:28                     |         |                               | Арена Гран Канарија,Лас Палмас Гледаоци: 5.657 Судије: Сретен Радовић , Роберт Лотермозер , Јевгени Микејев |  |
| 4. септембар 2014. 13:30 | Извештај | Поени: Гулдинг 22 Скокови: Гулдинг 6 Асистенције: Ексум 6 |         | Мореира 38 Мореира 15 Коста 6 | Арена Гран Канарија,Лас Палмас Гледаоци: 5.657 Судије: Сретен Радовић , Роберт Лотермозер , Јевгени Микејев |  |

| 4. септембар 2014. 17:30 | Извештај | Јужна Кореја                                                                         | 71 : 87 | Мексико                                       | Арена Гран Канарија,Лас Палмас Гледаоци: 5.657 Судије: Маркус Бенито , Кингслеј Ојеабуру , Луис Роберто Васкез |  |
| 4. септембар 2014. 17:30 | Извештај | Четвртине: 11:18, 19:22, 17:21, 24:26                                                |         |                                               | Арена Гран Канарија,Лас Палмас Гледаоци: 5.657 Судије: Маркус Бенито , Кингслеј Ојеабуру , Луис Роберто Васкез |  |
| 4. септембар 2014. 17:30 | Извештај | Поени: Т. Мун 16 Скокови: Јанг Хе-јонг 5 Асистенције: Јанг Донг-гјунг, Ко Сунг-мин 5 |         | Хернандез 16 Хернандез 11 Мендез, Гутијерез 4 | Арена Гран Канарија,Лас Палмас Гледаоци: 5.657 Судије: Маркус Бенито , Кингслеј Ојеабуру , Луис Роберто Васкез |  |

| 4. септембар 2014. 21:30 | Извештај | Литванија                                                              | 67 : 64 | Словенија                    | Арена Гран Канарија,Лас Палмас Гледаоци: 9.713 Судије: Стивен Андерсон , Елијас Коромилас , Еди Вијатор |  |
| 4. септембар 2014. 21:30 | Извештај | Четвртине: 22:24, 14:20, 19:18, 12:2                                   |         |                              | Арена Гран Канарија,Лас Палмас Гледаоци: 9.713 Судије: Стивен Андерсон , Елијас Коромилас , Еди Вијатор |  |
| 4. септембар 2014. 21:30 | Извештај | Поени: Валанчјунас 12 Скокови: Лавринович 8 Асистенције: Јушкевичиус 3 |         | Лорбек 14 Омић 8 Г. Драгић 4 | Арена Гран Канарија,Лас Палмас Гледаоци: 9.713 Судије: Стивен Андерсон , Елијас Коромилас , Еди Вијатор |  |

| Табела групе Д | ИГ | Д | И | П+  | П-  | Разл. | Бод. |
| -------------- | -- | - | - | --- | --- | ----- | ---- |
| Литванија      | 5  | 4 | 1 | 383 | 331 | +52   | 9    |
| Словенија      | 5  | 4 | 1 | 425 | 374 | +51   | 9    |
| Аустралија     | 5  | 3 | 2 | 404 | 373 | +31   | 8    |
| Мексико        | 5  | 2 | 3 | 370 | 372 | -2    | 7    |
| Ангола         | 5  | 2 | 3 | 375 | 399 | -24   | 7    |
| Јужна Кореја   | 5  | 0 | 5 | 316 | 404 | -88   | 5    |

## Елиминациона фаза
|  | Осмина финала          | Осмина финала       |                     |     | Четвртфинале | Четвртфинале |                     |                     | Полуфинале | Полуфинале |  |  | Финале | Финале |
|  |                        |                     |                     |     |              |              |                     |                     |            |            |  |  |        |        |
|  | 6. септембар 2014.     |                     |                     |     |              |              |                     |                     |            |            |  |  |        |        |
|  |                        |                     |                     |     |              |              |                     |                     |            |            |  |  |        |        |
|  | Шпанија                | 89                  |                     |     |              |              |                     |                     |            |            |  |  |        |        |
|  | Шпанија                | 89                  | 10. септембар 2014. |     |              |              |                     |                     |            |            |  |  |        |        |
|  | Сенегал                | 56                  |                     |     |              |              |                     |                     |            |            |  |  |        |        |
|  | Сенегал                | 56                  | Шпанија             | 52  |              |              |                     |                     |            |            |  |  |        |        |
|  | 6. септембар 2014.     |                     | Шпанија             | 52  |              |              |                     |                     |            |            |  |  |        |        |
|  |                        | Француска           | 65                  |     |              |              |                     |                     |            |            |  |  |        |        |
|  | Хрватска               | Француска           | 65                  | 64  |              |              |                     |                     |            |            |  |  |        |        |
|  | Хрватска               |                     | 12. септембар 2014. | 64  |              |              |                     |                     |            |            |  |  |        |        |
|  | Француска              | 69                  |                     |     |              |              |                     |                     |            |            |  |  |        |        |
|  | Француска              | 69                  | Француска           | 85  |              |              |                     |                     |            |            |  |  |        |        |
|  | 7. септембар 2014.     |                     | Француска           | 85  |              |              |                     |                     |            |            |  |  |        |        |
|  |                        | Србија              | 90                  |     |              |              |                     |                     |            |            |  |  |        |        |
|  | Грчка                  | Србија              | 90                  | 72  |              |              |                     |                     |            |            |  |  |        |        |
|  | Грчка                  | 10. септембар 2014. |                     | 72  |              |              |                     |                     |            |            |  |  |        |        |
|  | Србија                 | 90                  |                     |     |              |              |                     |                     |            |            |  |  |        |        |
|  | Србија                 | 90                  | Србија              | 84  |              |              |                     |                     |            |            |  |  |        |        |
|  | 7. септембар 2014.     |                     | Србија              | 84  |              |              |                     |                     |            |            |  |  |        |        |
|  |                        | Бразил              | 56                  |     |              |              |                     |                     |            |            |  |  |        |        |
|  | Бразил                 | Бразил              | 56                  | 85  |              |              |                     |                     |            |            |  |  |        |        |
|  | Бразил                 |                     | 14. септембар 2014. | 85  |              |              |                     |                     |            |            |  |  |        |        |
|  | Аргентина              | 65                  |                     |     |              |              |                     |                     |            |            |  |  |        |        |
|  | Аргентина              | 65                  | Србија              | 92  |              |              |                     |                     |            |            |  |  |        |        |
|  | 6. септембар 2014.     |                     | Србија              | 92  |              |              |                     |                     |            |            |  |  |        |        |
|  |                        | Сједињене Државе    | 129                 |     |              |              |                     |                     |            |            |  |  |        |        |
|  | Сједињене Државе       | Сједињене Државе    | 129                 | 86  |              |              |                     |                     |            |            |  |  |        |        |
|  | Сједињене Државе       | 9. септембар 2014.  |                     | 86  |              |              |                     |                     |            |            |  |  |        |        |
|  | Мексико                | 63                  |                     |     |              |              |                     |                     |            |            |  |  |        |        |
|  | Мексико                | 63                  | Сједињене Државе    | 119 |              |              |                     |                     |            |            |  |  |        |        |
|  | 6. септембар 2014.     |                     | Сједињене Државе    | 119 |              |              |                     |                     |            |            |  |  |        |        |
|  |                        | Словенија           | 76                  |     |              |              |                     |                     |            |            |  |  |        |        |
|  | Словенија              | Словенија           | 76                  | 71  |              |              |                     |                     |            |            |  |  |        |        |
|  | Словенија              |                     | 11. септембар 2014. | 71  |              |              |                     |                     |            |            |  |  |        |        |
|  | Доминиканска Република | 61                  |                     |     |              |              |                     |                     |            |            |  |  |        |        |
|  | Доминиканска Република | 61                  | Сједињене Државе    | 96  |              |              |                     |                     |            |            |  |  |        |        |
|  | 7. септембар 2014.     |                     | Сједињене Државе    | 96  |              |              |                     |                     |            |            |  |  |        |        |
|  |                        | Литванија           | 68                  |     | Треће место  | Треће место  |                     |                     |            |            |  |  |        |        |
|  | Литванија              | Литванија           | 68                  | 76  | Треће место  | Треће место  |                     |                     |            |            |  |  |        |        |
|  | Литванија              | 9. септембар 2014.  | 9. септембар 2014.  | 76  |              |              | 13. септембар 2014. | 13. септембар 2014. |            |            |  |  |        |        |
|  | Нови Зеланд            | 9. септембар 2014.  | 9. септембар 2014.  | 71  |              |              | 13. септембар 2014. | 13. септембар 2014. |            |            |  |  |        |        |
|  | Нови Зеланд            | Литванија           | 73                  | 71  | Француска    | 95           |                     |                     |            |            |  |  |        |        |
|  | 7. септембар 2014.     | Литванија           | 73                  |     | Француска    | 95           |                     |                     |            |            |  |  |        |        |
|  |                        | Турска              | 61                  |     | Литванија    | 93           |                     |                     |            |            |  |  |        |        |
|  | Турска                 | Турска              | 61                  | 65  | Литванија    | 93           |                     |                     |            |            |  |  |        |        |
|  | Турска                 |                     |                     | 65  |              |              |                     |                     |            |            |  |  |        |        |
|  | Аустралија             | 64                  |                     |     |              |              |                     |                     |            |            |  |  |        |        |
|  | Аустралија             | 64                  |                     |     |              |              |                     |                     |            |            |  |  |        |        |

### Осминафинала
| 6. септембар 2014. 16:00 | Извештај | Сједињене Државе                                                      | 86 : 63 | Мексико                             | Дворана Сант Ђорди, Барселона Гледаоци: 10.938 Судије: Еди Вијатор , Карлос Хулио , Олег Латишев |  |
| 6. септембар 2014. 16:00 | Извештај | Четвртине: 23:13, 19:14, 24:11, 20:25                                 |         |                                     | Дворана Сант Ђорди, Барселона Гледаоци: 10.938 Судије: Еди Вијатор , Карлос Хулио , Олег Латишев |  |
| 6. септембар 2014. 16:00 | Извештај | Поени: С. Кари 20 Скокови: К. Фарид 8 Асистенције: С. Кари, Д. Роуз 4 |         | Г. Ајон 25 Г. Ајон 8 Х. Гутијерез 3 | Дворана Сант Ђорди, Барселона Гледаоци: 10.938 Судије: Еди Вијатор , Карлос Хулио , Олег Латишев |  |

| 6. септембар 2014. 18:00 | Извештај | Француска                                                        | 69 : 64 | Хрватска                              | Палата спортова Покрајине Мадрид, Мадрид Гледаоци: 12.600 Судије: Ентони Дивејн Џордан , Јосе Рејес , Борис Рижик |  |
| 6. септембар 2014. 18:00 | Извештај | Четвртине: 7:15, 16:7, 23:12, 23:30                              |         |                                       | Палата спортова Покрајине Мадрид, Мадрид Гледаоци: 12.600 Судије: Ентони Дивејн Џордан , Јосе Рејес , Борис Рижик |  |
| 6. септембар 2014. 18:00 | Извештај | Поени: Т. Ертел 18 Скокови: М. Желабал 6 Асистенције: Б. Дијао 5 |         | Богдановић 27 Д. Шарић 7 О. Лафајет 7 | Палата спортова Покрајине Мадрид, Мадрид Гледаоци: 12.600 Судије: Ентони Дивејн Џордан , Јосе Рејес , Борис Рижик |  |

| 6. септембар 2014. 20:00 | Извештај | Доминиканска Република                                        | 61 : 71 | Словенија                         | Дворана Сант Ђорди, Барселона Гледаоци: 10.324 Судије: Христос Христодолу , Алехандро Чити , Хуан Карлос Гонзалес |  |
| 6. септембар 2014. 20:00 | Извештај | Четвртине: 15:15, 13:23, 20:16, 13:17                         |         |                                   | Дворана Сант Ђорди, Барселона Гледаоци: 10.324 Судије: Христос Христодолу , Алехандро Чити , Хуан Карлос Гонзалес |  |
| 6. септембар 2014. 20:00 | Извештај | Поени: Фелдејн 18 Скокови: Мартинез 11 Асистенције: Фелдејн 3 |         | З. Драгић 18 Слокар 6 Г. Драгић 6 | Дворана Сант Ђорди, Барселона Гледаоци: 10.324 Судије: Христос Христодолу , Алехандро Чити , Хуан Карлос Гонзалес |  |

| 6. септембар 2014. 22:00 | Извештај | Шпанија                                                            | 89 : 56 | Сенегал                                 | Палата спортова Покрајине Мадрид, Мадрид Гледаоци: 13.400 Судије: Сретен Радовић , Матеј Болтаузер , Роберт Лотермозер |  |
| 6. септембар 2014. 22:00 | Извештај | Четвртине: 23:17, 18:11, 21:15, 27:13                              |         |                                         | Палата спортова Покрајине Мадрид, Мадрид Гледаоци: 13.400 Судије: Сретен Радовић , Матеј Болтаузер , Роберт Лотермозер |  |
| 6. септембар 2014. 22:00 | Извештај | Поени: П. Гасол 17 Скокови: М. Гасол, Ибака 6 Асистенције: Рубио 6 |         | Фаје, Баџи 12 три играча по 7 Алмеида 4 | Палата спортова Покрајине Мадрид, Мадрид Гледаоци: 13.400 Судије: Сретен Радовић , Матеј Болтаузер , Роберт Лотермозер |  |

| 7. септембар 2014. 16:00 | Извештај | Нови Зеланд                                              | 71 : 76 | Литванија                                | Дворана Сант Ђорди, Барселона Гледаоци: 7.783 Судије: Илија Белошевић , Алехандро Чити , Фердинанд Паскуал |  |
| 7. септембар 2014. 16:00 | Извештај | Четвртине: 9:23, 17:13, 24:22, 21:18                     |         |                                          | Дворана Сант Ђорди, Барселона Гледаоци: 7.783 Судије: Илија Белошевић , Алехандро Чити , Фердинанд Паскуал |  |
| 7. септембар 2014. 16:00 | Извештај | Поени: Вебстер 26 Скокови: Вукона 10 Асистенције: Пени 3 |         | Валанчјунас 22 Валанчјунас 13 Сејбутис 5 | Дворана Сант Ђорди, Барселона Гледаоци: 7.783 Судије: Илија Белошевић , Алехандро Чити , Фердинанд Паскуал |  |

| 7. септембар 2014. 18:00 | Извештај | Србија                                                           | 90 : 72 | Грчка                               | Палата спортова Покрајине Мадрид, Мадрид Гледаоци: 13.100 Судије: Мајкл Ајлен , Роберт Лотермозер , Стивен Сибел |  |
| 7. септембар 2014. 18:00 | Извештај | Четвртине: 23:20, 23:22, 18:13, 26:17                            |         |                                     | Палата спортова Покрајине Мадрид, Мадрид Гледаоци: 13.100 Судије: Мајкл Ајлен , Роберт Лотермозер , Стивен Сибел |  |
| 7. септембар 2014. 18:00 | Извештај | Поени: Богдановић 21 Скокови: Бјелица 10 Асистенције: Теодосић 5 |         | Калатес 14 Кајмакоглу 6 Принтезис 5 | Палата спортова Покрајине Мадрид, Мадрид Гледаоци: 13.100 Судије: Мајкл Ајлен , Роберт Лотермозер , Стивен Сибел |  |

| 7. септембар 2014. 20:00 | Извештај | Турска                                                                   | 65 : 64 | Аустралија                             | Дворана Сант Ђорди, Барселона Судије: Кристијано Хесус Марањо , Стивен Андерсон , Олег Латишев |  |
| 7. септембар 2014. 20:00 | Извештај | Четвртине: 15–18, 19–17, 12–15, 19–14                                    |         |                                        | Дворана Сант Ђорди, Барселона Судије: Кристијано Хесус Марањо , Стивен Андерсон , Олег Латишев |  |
| 7. септембар 2014. 20:00 | Извештај | Поени: Гулер, Прелџић 16 Скокови: E. Прелџић 7 Асистенције: K. Тунчери 3 |         | A. Бејнс 15 A. Бејнс 7 M. Делаведова 5 | Дворана Сант Ђорди, Барселона Судије: Кристијано Хесус Марањо , Стивен Андерсон , Олег Латишев |  |

| 7. септембар 2014. 22:00 | Извештај | Бразил                                                                  | 85 : 65 | Аргентина                           | Палата спортова Покрајине Мадрид, Мадрид Гледаоци: 13.450 Судије: Луиђи Ламоника , Сретен Радовић , Хорхе Васкез |  |
| 7. септембар 2014. 22:00 | Извештај | Четвртине: 13:21, 20:15, 24:13, 28:16                                   |         |                                     | Палата спортова Покрајине Мадрид, Мадрид Гледаоци: 13.450 Судије: Луиђи Ламоника , Сретен Радовић , Хорхе Васкез |  |
| 7. септембар 2014. 22:00 | Извештај | Поени: Р. Нето 21 Скокови: А. Варежао 9 Асистенције: А. Варежао, Нене 4 |         | Приђони 18 Скола 7 Скола, Приђони 3 | Палата спортова Покрајине Мадрид, Мадрид Гледаоци: 13.450 Судије: Луиђи Ламоника , Сретен Радовић , Хорхе Васкез |  |

### Четвртфинале
| 9. септембар 2014. 17:00 | Извештај | Литванија                                                                              | 73 : 61 | Турска                               | Дворана Сант Ђорди, Барселона Гледаоци: 9.752 Судије: Хуан Карлос Гонзалес , Стивен Сибел , Еди Вијатор |  |
| 9. септембар 2014. 17:00 | Извештај | Четвртине: 13:18, 20:10, 14:16, 26:17                                                  |         |                                      | Дворана Сант Ђорди, Барселона Гледаоци: 9.752 Судије: Хуан Карлос Гонзалес , Стивен Сибел , Еди Вијатор |  |
| 9. септембар 2014. 17:00 | Извештај | Поени: Р. Сејбутис 19 Скокови: Ј. Валанчјунас 13 Асистенције: Р. Сејбутис, М. Поцјус 3 |         | К. Гонлум 13 О. Ашик 10 Е. Прелџић 5 | Дворана Сант Ђорди, Барселона Гледаоци: 9.752 Судије: Хуан Карлос Гонзалес , Стивен Сибел , Еди Вијатор |  |

| 9. септембар 2014. 21:00 | Извештај | Словенија                                                                     | 76 : 119 | Сједињене Државе                     | Дворана Сант Ђорди, Барселона Гледаоци: 13.674 Судије: Кристијано Хесус Марањо , Роберт Лотермозер , Фердинанд Паскуал |  |
| 9. септембар 2014. 21:00 | Извештај | Четвртине: 22:29, 20:20, 22:37, 12:33                                         |          |                                      | Дворана Сант Ђорди, Барселона Гледаоци: 13.674 Судије: Кристијано Хесус Марањо , Роберт Лотермозер , Фердинанд Паскуал |  |
| 9. септембар 2014. 21:00 | Извештај | Поени: Г. Драгић 13 Скокови: Ј. Балажић, Д. Лорбек 6 Асистенције: Г. Драгић 4 |          | К. Томпсон 20 Е. Дејвис 11 Д. Роуз 5 | Дворана Сант Ђорди, Барселона Гледаоци: 13.674 Судије: Кристијано Хесус Марањо , Роберт Лотермозер , Фердинанд Паскуал |  |

| 10. септембар 2014. 18:00 | Извештај | Србија                                                                | 84 : 56 | Бразил                                 | Палата спортова Покрајине Мадрид, Мадрид Гледаоци: 12.550 Судије: Стивен Андерсон , Јосе Рејес , Борис Рижик |  |
| 10. септембар 2014. 18:00 | Извештај | Четвртине: 21:17, 16:15, 29:12, 18:12                                 |         |                                        | Палата спортова Покрајине Мадрид, Мадрид Гледаоци: 12.550 Судије: Стивен Андерсон , Јосе Рејес , Борис Рижик |  |
| 10. септембар 2014. 18:00 | Извештај | Поени: М. Теодосић 23 Скокови: Н. Бјелица 8 Асистенције: Н. Бјелица 5 |         | А. Варежао 12 А. Варежао 9 М. Уертас 9 | Палата спортова Покрајине Мадрид, Мадрид Гледаоци: 12.550 Судије: Стивен Андерсон , Јосе Рејес , Борис Рижик |  |

| 10. септембар 2014. 22:00 | Извештај | Француска                                                             | 65 : 52 | Шпанија                               | Палата спортова Покрајине Мадрид, Мадрид Гледаоци: 13.673 Судије: Луиђи Ламоника , Мајкл Ајлен , Олег Латишев |  |
| 10. септембар 2014. 22:00 | Извештај | Четвртине: 15:15, 20:13, 7:15, 22:9                                   |         |                                       | Палата спортова Покрајине Мадрид, Мадрид Гледаоци: 13.673 Судије: Луиђи Ламоника , Мајкл Ајлен , Олег Латишев |  |
| 10. септембар 2014. 22:00 | Извештај | Поени: Б. Дијао 15 Скокови: Р. Гобер 13 Асистенције: Т. Ертел, А. Дио |         | П. Гасол 17 П. Гасол 8 Р. Фернандез 3 | Палата спортова Покрајине Мадрид, Мадрид Гледаоци: 13.673 Судије: Луиђи Ламоника , Мајкл Ајлен , Олег Латишев |  |

### Полуфинале
| 11. септембар 2014. 21:00 | Извештај | Сједињене Државе                                      | 96 : 68 | Литванија                                                        | Дворана Сант Ђорди, Барселона Гледаоци: 15.070 Судије: Хозе Рејес , Матеј Болтаузер , Сретен Радовић |  |
| 11. септембар 2014. 21:00 | Извештај | Четвртине: 21:16, 22:19, 33:14, 20:19                 |         |                                                                  | Дворана Сант Ђорди, Барселона Гледаоци: 15.070 Судије: Хозе Рејес , Матеј Болтаузер , Сретен Радовић |  |
| 11. септембар 2014. 21:00 | Извештај | Поени: Ирвинг 18 Скокови: Геј 7 Асистенције: Ирвинг 4 |         | Валанчјунас, Кузминскас 15 Кузминскас 9 Јушкевичијус, Сејбутис 2 | Дворана Сант Ђорди, Барселона Гледаоци: 15.070 Судије: Хозе Рејес , Матеј Болтаузер , Сретен Радовић |  |

| 12. септембар 2014. 22:00 | Извештај | Француска                                                    | 85 : 90 | Србија                                                | Палата спортова Покрајине Мадрид, Мадрид Гледаоци: 13.470 Судије: Кристијано Хесус Марањо , Алехандро Чити , Христос Христодолу |  |
| 12. септембар 2014. 22:00 | Извештај | Четвртине: 15:21, 17:25, 14:15, 39:29                        |         |                                                       | Палата спортова Покрајине Мадрид, Мадрид Гледаоци: 13.470 Судије: Кристијано Хесус Марањо , Алехандро Чити , Христос Христодолу |  |
| 12. септембар 2014. 22:00 | Извештај | Поени: Н. Батим 35 Скокови: Б. Дијао 10 Асистенције: Ертел 6 |         | М. Теодосић 24 Н. Бјелица 7 Н. Бјелица, С. Марковић 6 | Палата спортова Покрајине Мадрид, Мадрид Гледаоци: 13.470 Судије: Кристијано Хесус Марањо , Алехандро Чити , Христос Христодолу |  |

### За 3. место
| 13. септембар 2014. 18:00 | Детаљи | Литванија                                                                     | 93 : 95 | Француска                          | Палата спортова Покрајине Мадрид, Мадрид Гледаоци: 11.800 Судије: Стивен Андерсон , Илија Белошевић , Хуан Карлос Гонзалес |  |
| 13. септембар 2014. 18:00 | Детаљи | Четвртине: 19:22, 23:21, 29:21, 22:31                                         |         |                                    | Палата спортова Покрајине Мадрид, Мадрид Гледаоци: 11.800 Судије: Стивен Андерсон , Илија Белошевић , Хуан Карлос Гонзалес |  |
| 13. септембар 2014. 18:00 | Детаљи | Поени: Ј. Валанчјунас 25 Скокови: Ј. Валанчјунас 9 Асистенције: Р. Сејбутис 4 |         | Н. Батим 27 Ж. Ловерњ 9 Б. Дијао 4 | Палата спортова Покрајине Мадрид, Мадрид Гледаоци: 11.800 Судије: Стивен Андерсон , Илија Белошевић , Хуан Карлос Гонзалес |  |

### Финале
| 14. септембар 2014. 21:00 | Извештај | Сједињене Државе                                       | 129 : 92 | Србија                                    | Палата спортова Покрајине Мадрид, Мадрид Гледаоци: 13.673 Судије: Стивен Сибел , Борис Рижик , Еди Вијатор |  |
| 14. септембар 2014. 21:00 | Извештај | Четвртине: 35:21, 32:20, 38:26, 24:25                  |          |                                           | Палата спортова Покрајине Мадрид, Мадрид Гледаоци: 13.673 Судије: Стивен Сибел , Борис Рижик , Еди Вијатор |  |
| 14. септембар 2014. 21:00 | Извештај | Поени: Ирвинг 26 Скокови: Казинс 9 Асистенције: Роуз 6 |          | Бјелица, Калинић 18 Марковић 6 Теодосић 7 | Палата спортова Покрајине Мадрид, Мадрид Гледаоци: 13.673 Судије: Стивен Сибел , Борис Рижик , Еди Вијатор |  |

## Награде
| 2° место Србија | Победник Светског првенства у кошарци 2014. САД 5° титула | 3° место Француска |

| Најкориснији играч (МВП) |
| ------------------------ |
| Кајри Ирвинг             |

## Најбоља петорка првенства
- Кајри Ирвинг
- Милош Теодосић
- Никола Батум
- Кенет Фарид
- Пау Гасол

## Коначан пласман
| 1. место 2. место 3. место 4. место | Од 5. до 8. места Од 9. до 16. места Од 17. до 24. места |

| Место | Тим                    |
| 1     | Сједињене Државе       |
| 2     | Србија                 |
| 3     | Француска              |
| 4     | Литванија              |
| 5     | Шпанија                |
| 6     | Бразил                 |
| 7     | Словенија              |
| 8     | Турска                 |
| 9     | Грчка                  |
| 10    | Хрватска               |
| 11    | Аргентина              |
| 12    | Аустралија             |
| 13    | Доминиканска Република |
| 14    | Мексико                |
| 15    | Нови Зеланд            |
| 16    | Сенегал                |
| 17    | Ангола                 |
| 18    | Украјина               |
| 19    | Порторико              |
| 20    | Иран                   |
| 21    | Филипини               |
| 22    | Финска                 |
| 23    | Јужна Кореја           |
| 24    | Египат                 |
| ----- | ---------------------- |